# Гореня Вас-Поляне
Община Гореня Вас-Поляне (словен. Občina Gorenja vas-Poljane) — одна з общин в північно-західній Словенії. Адміністративним центром є місто Гореня Вас.

## Характеристика
Община знаходиться в центральній частині долини Полянська. Економіка заснована на обробній промисловості.

## Населення
У 2010 році в общині проживало 7265 осіб, 3621 чоловік і 3644 жінки. Чисельність економічно активного населення (за місцем проживання), 2930 осіб. Середня щомісячна чиста заробітна плата одного працівника (EUR), 925,86 (в середньому по Словенії 966,62). Приблизно кожен другий житель у громаді має автомобіль (53 автомобілів на 100 жителів). Середній вік жителів склав 37,0 роки (в середньому по Словенії 41.6). 